# Святослав
Святосла́в — двухосновное мужское имя славянского происхождения. Одно из немногих славянских имён, принятых Русской православной церковью. Ср. др.-греч. Ἱεροκλῆς — Гиерокл, Иерокл, — др.-греч. ἱερός «святой» + др.-греч. κλέος «слава».
От полного имени Святослав образуются уменьшительные формы имени: Святославка, Свята, Света, Слава, Славуня, Славуся, Яся.

## Происхождение имени
Первым достоверным носителем имени Святослав являлся Великий киевский князь Святослав Игоревич. В византийских источниках X века его имя пишется как Σφενδοσθλάβος (Сфендославос), откуда историки, начиная с Василия Никитича Татищева, делают предположение о соединении скандинавского имени Свен (дат. Svend, др.-сканд. Sveinn, совр. швед. Sven) с окончанием славянского двухосновного имени -слав. Однако со Свент- начинаются в иноязычной передаче и другие славянские имена на Свят-, например, имя Святополка (в источниках Zwentibald или Свентиплук), князя Великой Моравии в 870—894 гг., или Святополка Владимировича, киевского князя в 1015—1019 гг. (Suentepulcus у Титмара Мерзебургского). Согласно этимологическому словарю Макса Фасмера, начальная часть этих имён восходит к праславянскому корню *svent-, который после утраты носовых гласных и дал современное восточнославянское свят- 'святой'. Носовые гласные сохранились также до настоящего времени в польском языке (для сравнения пол. Święty (Сьвенты) — святой). При этом Фасмер не исключает (хотя и отмечает как маловероятную) возможность появления имени из гот. swina-slaw.
Женское соответствие имени Святослав (Святослава) носила сестра датского и английского короля Кнуда Великого, мать которой была родом из польской династии Пястов.

## Именины
- 6 июля — день поминовения Св. князя Святослава Всеволодовича Владимирского.